# Anita Elberse
Anita Elberse (IJsselstein, 1973) is een Nederlandse wetenschapper en schrijfster. Zij is hoogleraar aan de Harvard Business School.

## Levensloop
In haar jeugd was Elberse een niet-onverdienstelijke voetballer. Zij bracht het tot het Nederlands elftal onder de 17 jaar, maar gaf de voorkeur aan een wetenschappelijk carrière. Elberse behaalde in 1991 haar propedeuse Bedrijfskunde aan de Rijksuniversiteit Groningen. Vervolgens maakte ze de overstap naar de Universiteit van Amsterdam, waar ze in 1996 cum laude afstudeerde in de Communicatiewetenschap. In 2002 promoveerde ze aan de London Business School. Een jaar later werd ze aangenomen aan de Harvard Business School. Daar doet ze onderzoek naar strategieën in de amusementsindustrie. In 2012 kreeg ze een levenslange aanstelling als hoogleraar aan de Amerikaanse universiteit. Daarmee was ze een van de jongste vrouwelijke hoogleraren die deze eer te beurt viel.
Elberse behandelde in haar colleges verschillende beroemdheden als onderzoekscase, zoals LeBron James, Alex Ferguson, Beyoncé Knowles en Maria Sjarapova. Haar boek Blockbusters: wat we kunnen leren van de hitmakers uit de entertainmentindustrie kwam in 2013 uit.

## Persoonlijk
Elberse is getrouwd. Haar man kent ze uit haar studietijd in Groningen.
- Biblioteca Nacional de España: XX5415147
- International Standard Name Identifier: 0000 0004 0324 4502
- Library of Congress Control Number: n2013020593
- Nationale Bibliotheek van Tsjechië: mub2015881375
- Nationale Bibliotheek van Israël: 987007427677605171
- Nederlandse Thesaurus van Auteursnamen: 370120582
- Système universitaire de documentation: 18097954X
- Virtual International Authority File: 299739988
- WorldCat: E39PBJj8VbpRhQWXM8fKpcwgrq